# Sud (Kamerun)
| Süd Sud (frz.) South (engl.)    | Süd Sud (frz.) South (engl.)       |
| ------------------------------- | ---------------------------------- |
| Kamerun-karte-politisch-sud.png |                                    |
| Basisdaten                      |                                    |
| Hauptstadt:                     | Ebolowa                            |
| Fläche:                         | 47.110 km²                         |
| Einwohner:                      | 749.600 (Berechnung, 2015)         |
| Bevölkerungsdichte:             | 15,88 Einw./km² (Berechnung, 2015) |
| ISO 3166-2:                     | CM-SU                              |

Süd (französisch Sud bzw. englisch South) ist eine Region Kameruns mit der Hauptstadt Ebolowa.

## Geografie
Die Region liegt im Süden des Landes und grenzt im Nordwesten an die Region Littoral, im Norden an die Region Zentrum, im Nordosten und Osten an die Region Ost, im Südosten an die Republik Kongo, im Süden an Gabun, im Südwesten an Äquatorialguinea und im Westen an den Atlantik.

## Bevölkerungsentwicklung
Seit dem Jahr 1976 hat sich die Einwohnerzahl mehr als verdoppelt.
| Jahr           | Einwohnerzahl |
| -------------- | ------------- |
| Zensus 1976    | 315.202       |
| Zensus 1987    | 373.798       |
| Zensus 2005    | 634.655       |
| Schätzung 2015 | 749.600       |

## Politische Gliederung

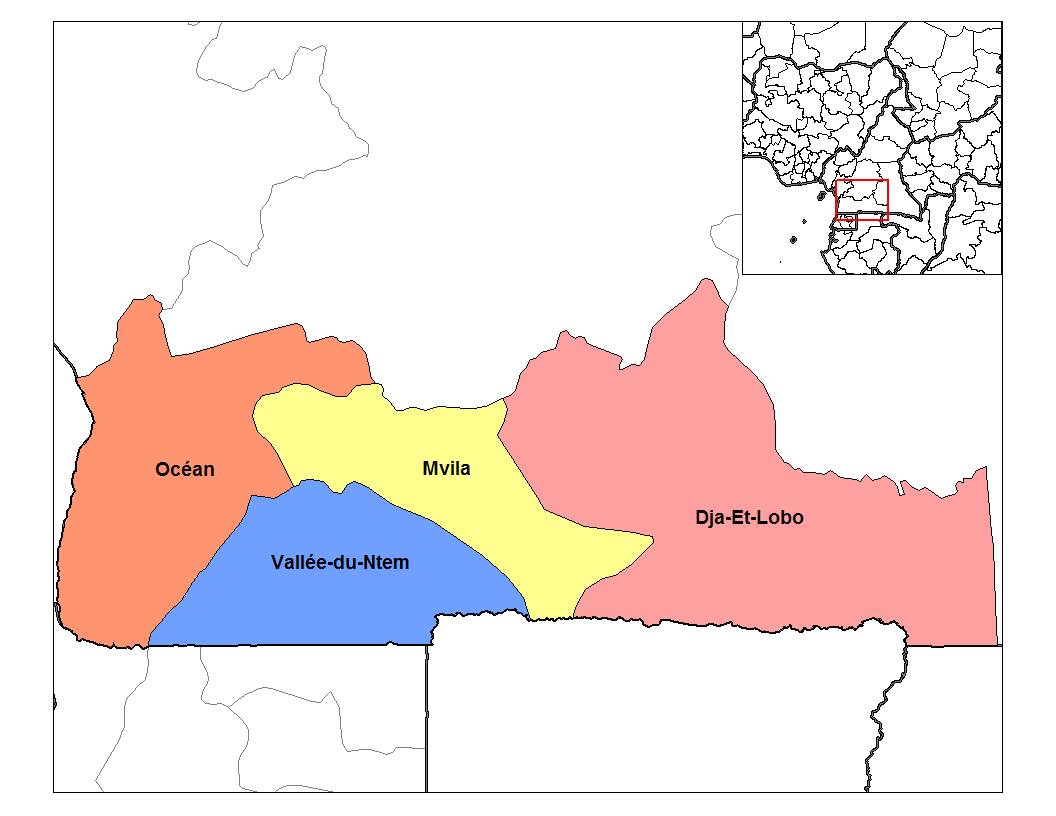
Départements der Region Süd

Die Region ist in vier Départements unterteilt:

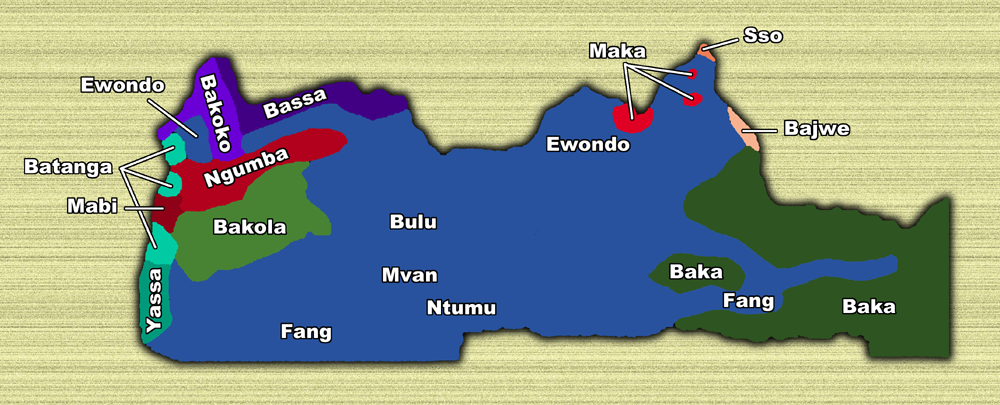
Völker im Süden Kameruns

| Département    | Hauptstadt | Einwohner 2005 | Fläche in [km²] | Bevölkerungsdichte 2005 [Einwohner/km²] |
| -------------- | ---------- | -------------- | --------------- | --------------------------------------- |
| Dja-et-Lobo    | Sangmélima | 196.951        | 19.911          | 10                                      |
| Mvila          | Ebolowa    | 179.429        | 8697            | 21                                      |
| Océan          | Kribi      | 179.093        | 11.280          | 16                                      |
| Vallée-du-Ntem | Ambam      | 79.182         | 7303            | 11                                      |
| Gesamt         |            | 634.655        | 47.191          | 16                                      |

## Geschichte
Die Region (bis 2008 Provinz) entstand 1983 mit der Aufteilung der Provinz Zentral-Süd (Centre-Sud / Centre-South) in die Provinzen Zentrum und Süd.